# Laguna Carreras
La laguna Carreras es una laguna boliviana de agua dulce perteneciente a la cuenca del Amazonas. Administrativamente se encuentra en el municipio de Exaltación del departamento del Beni, se encuentra a una altitud de metros sobre el nivel del mar en las coordenadas 12°37′53″S 65°7′50″O / -12.63139, -65.13056, la laguna presenta unas dimensiones de 5,1 kilómetros de largo por 3,3 kilómetros de ancho en una superficie de 13 kilómetros cuadrados.